# Кап
Кап — пухлиноподібне утворення на дереві з деформованими напрямами росту волокон деревини, що росте за рахунок камбію. Вважається вадою деревини. Причиною розвитку капів може бути як зміни в фізіології рослини, так і вплив людського фактору. Кап може виникати в будь-якому місці рослини. Найбільший з відомих капів був знайдений в 1984 році в місті Тамуорт в Австралії на евкаліпті. Його висота сягала двох метрів.
Деревина капу широко використовується в виробництві невеликих аксесуарів, зокрема з капів виготовляють люльки, а також у корнепластиці.
Найбільшу відомість у світі дістала деревина з капу коріння куща Еріка деревоподібна, більш відома як бріар.

## Галерея деревини

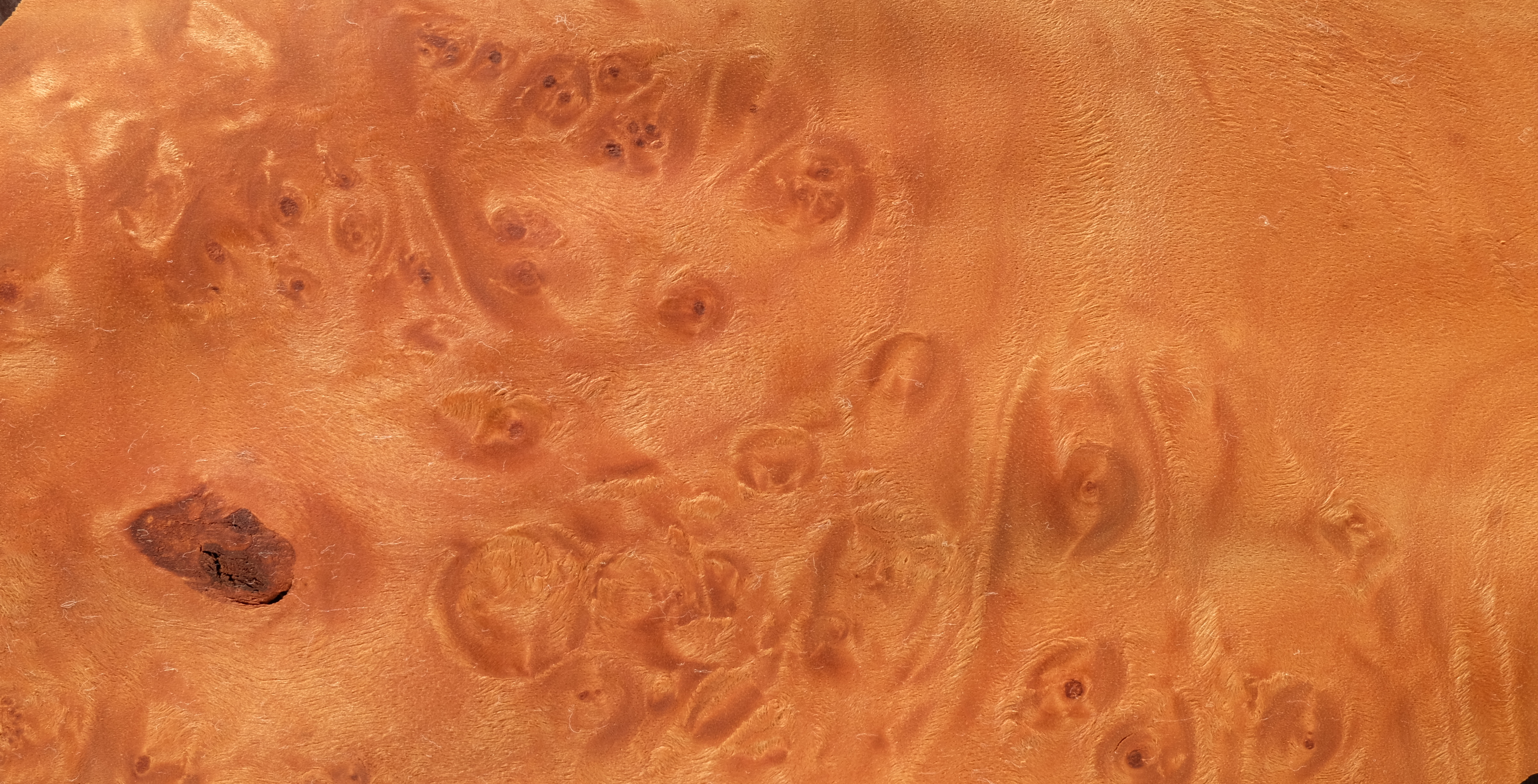
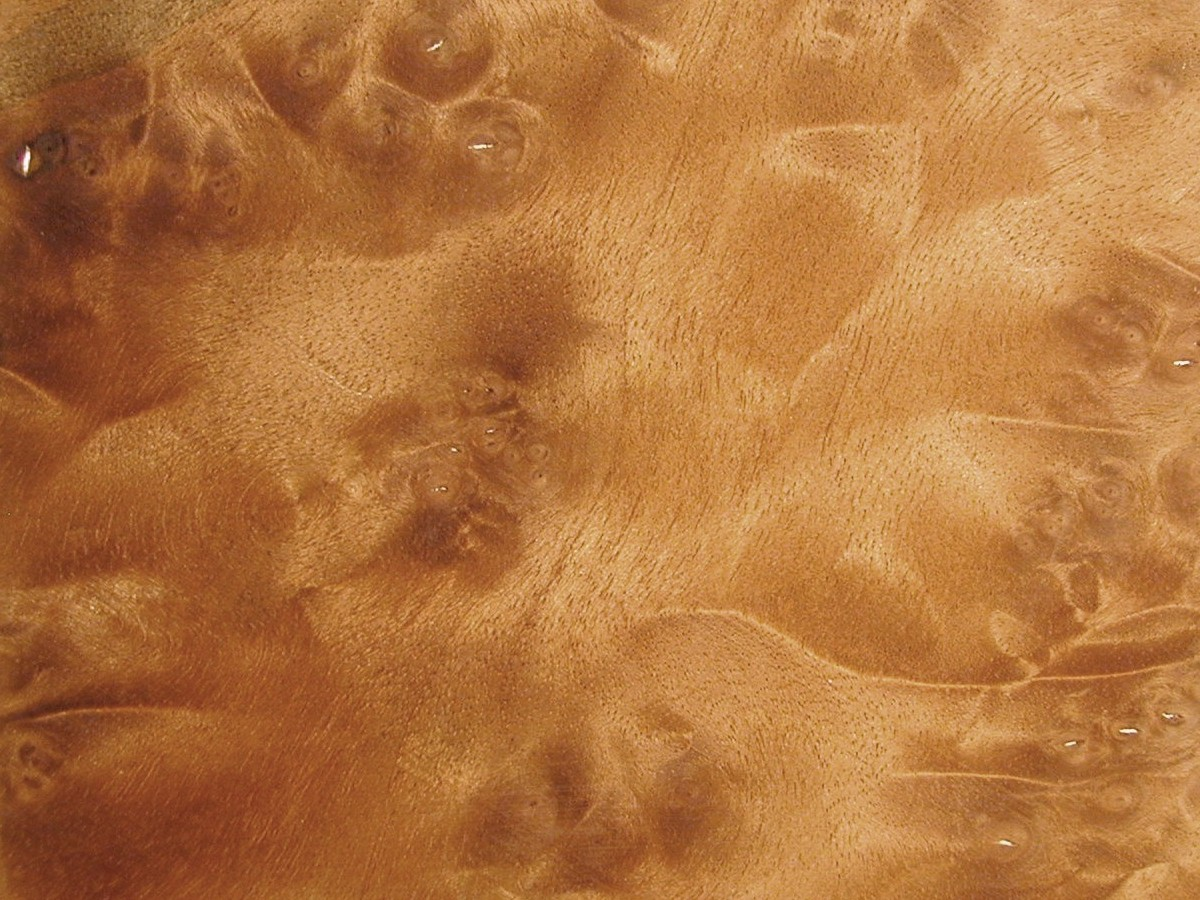
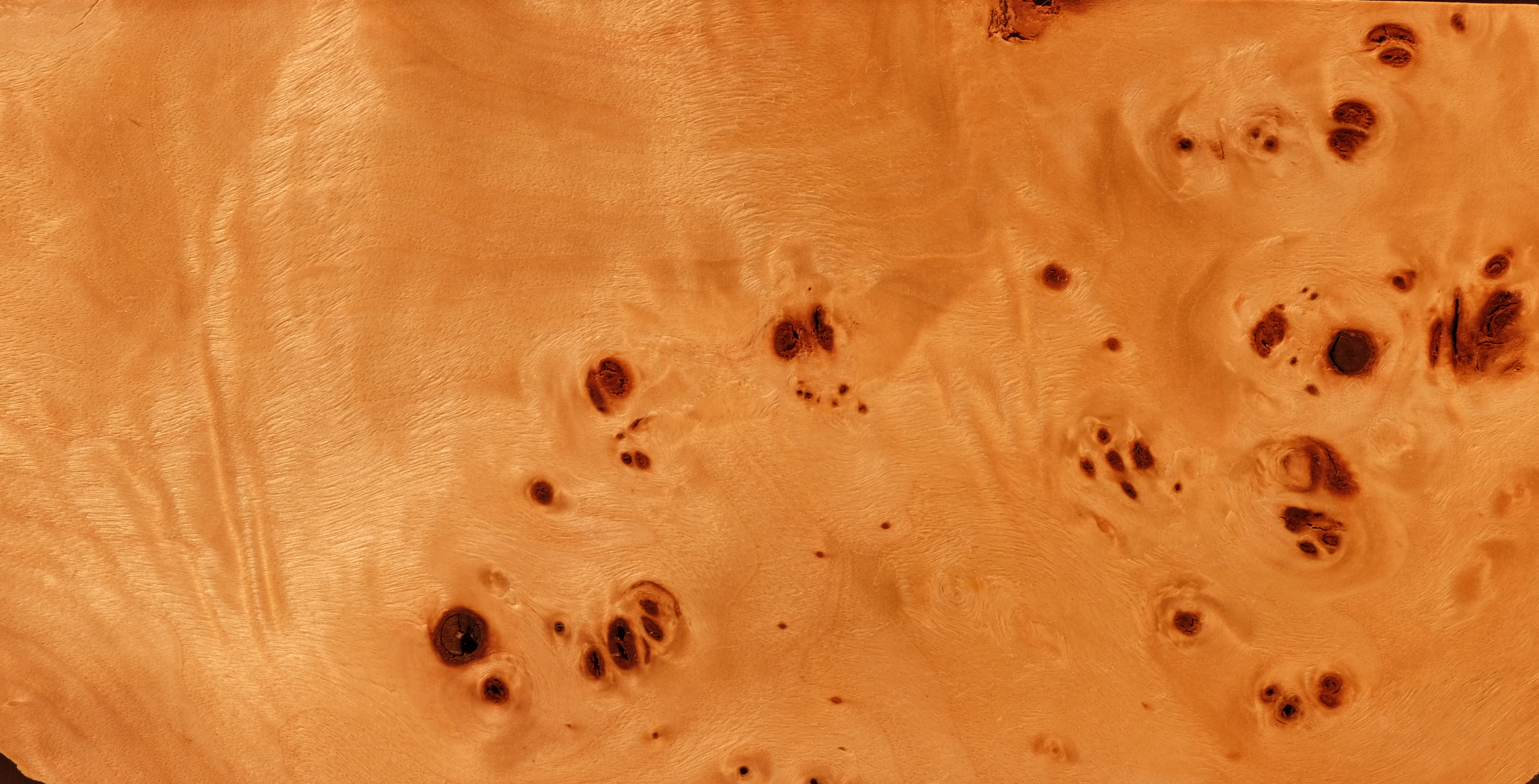
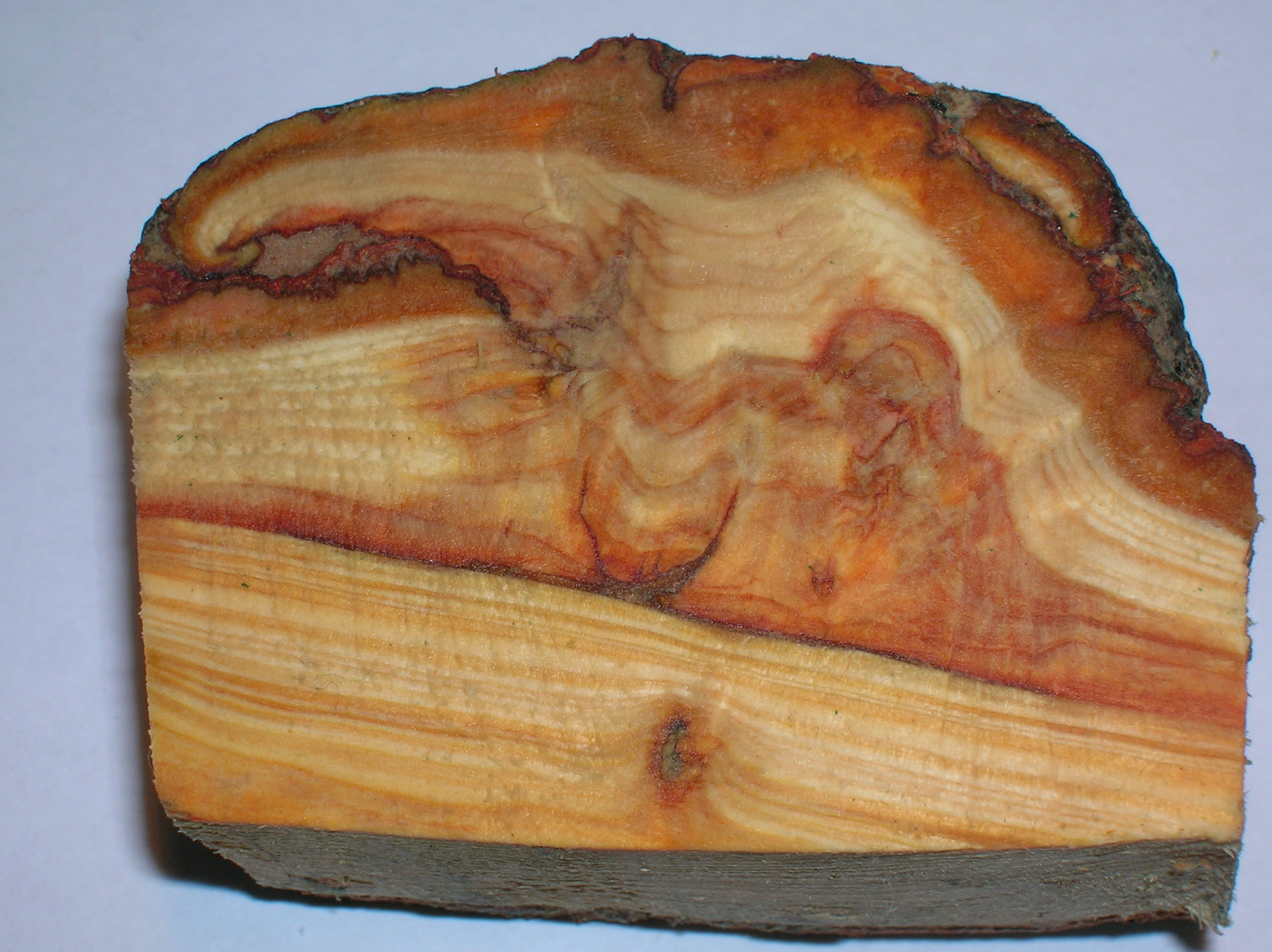

## Галерея фотографій капів

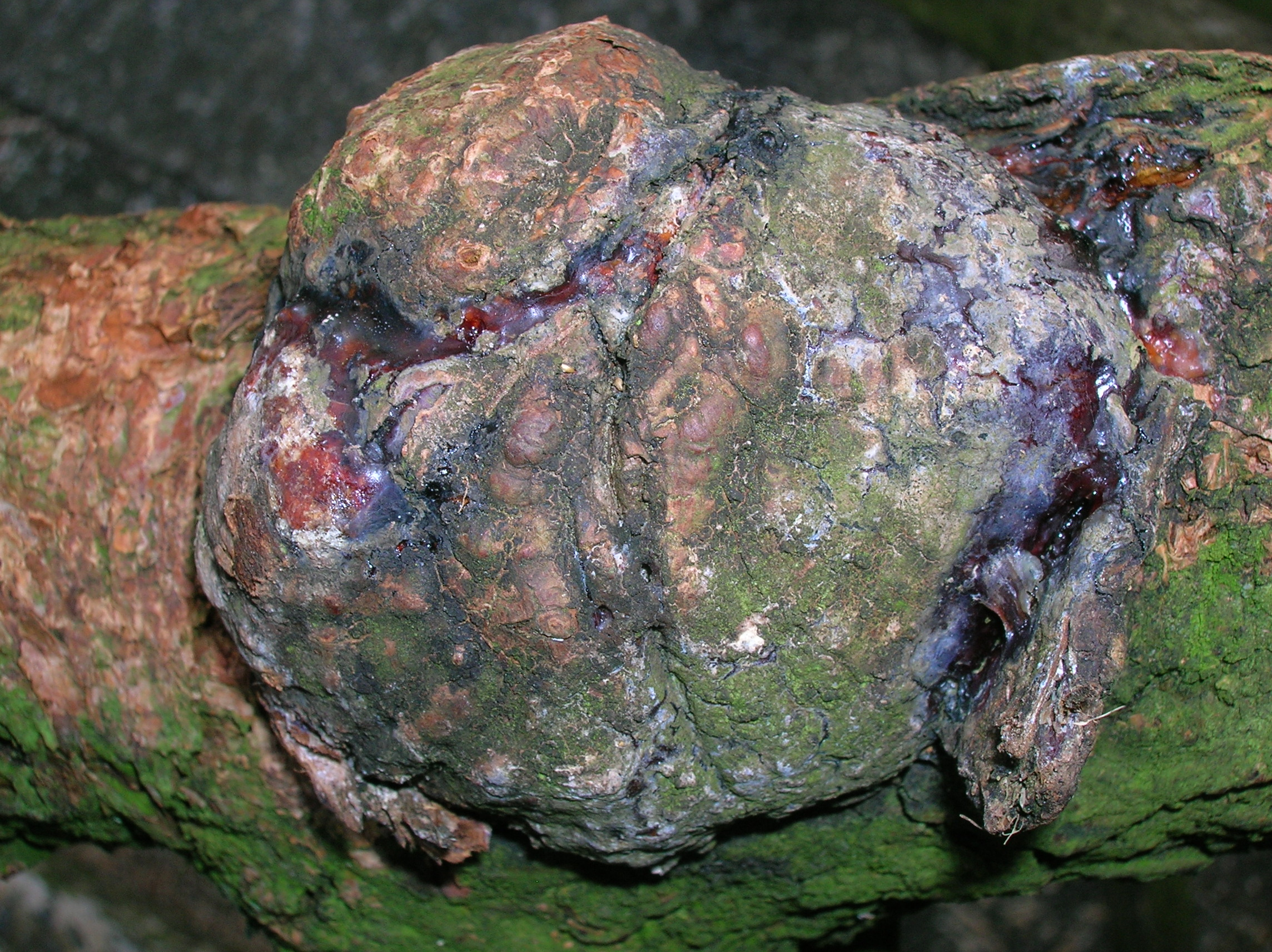
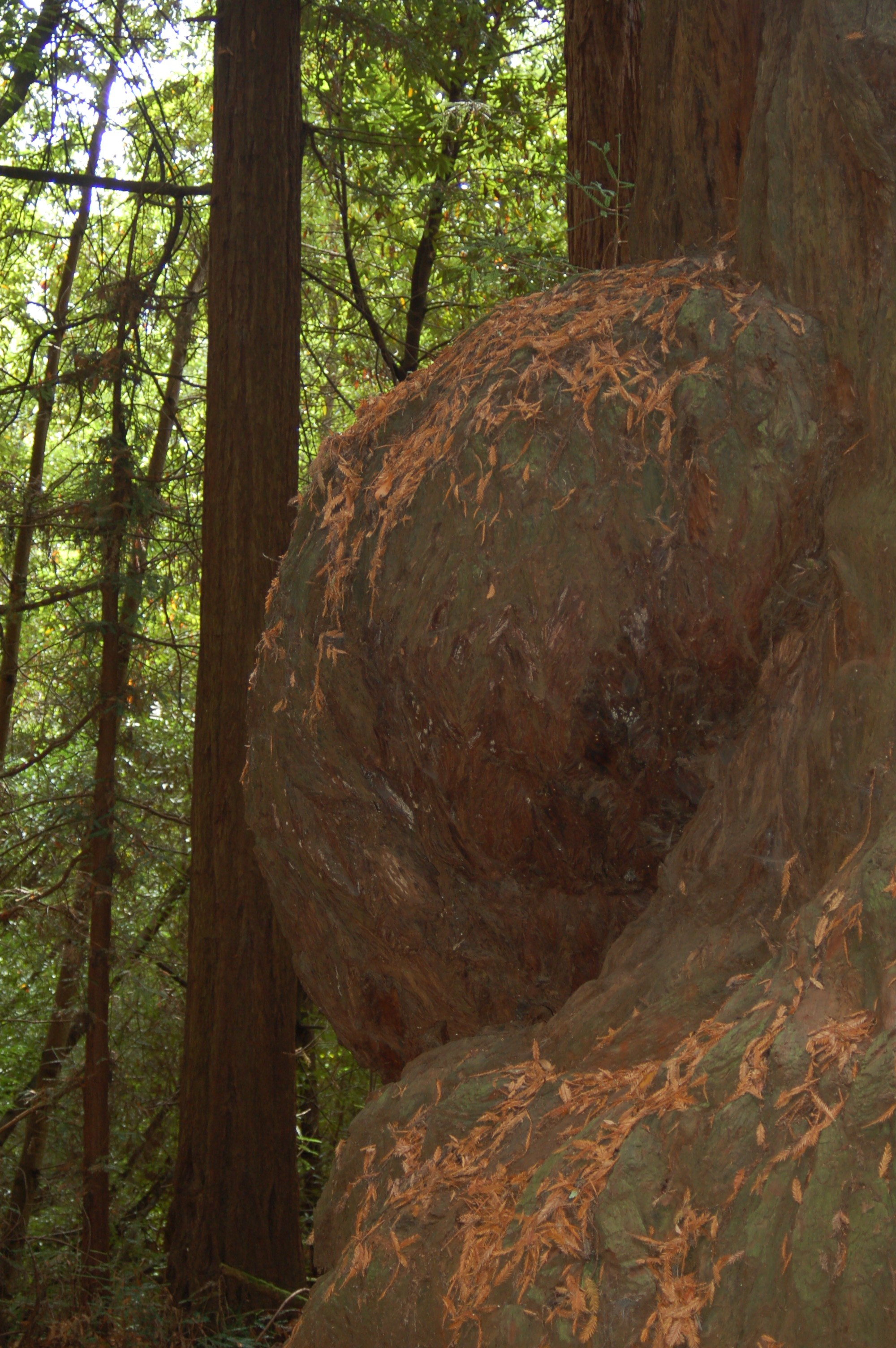
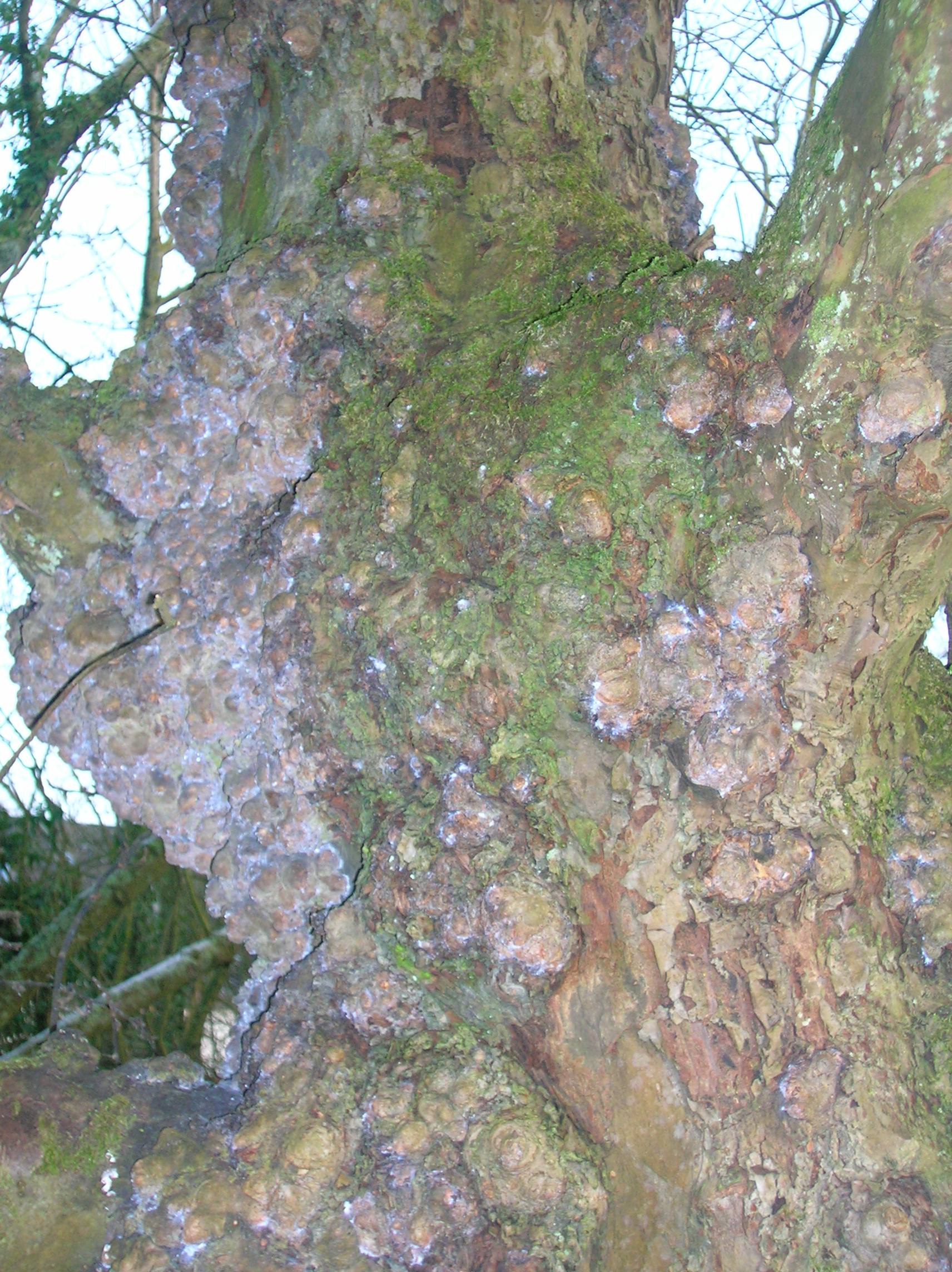
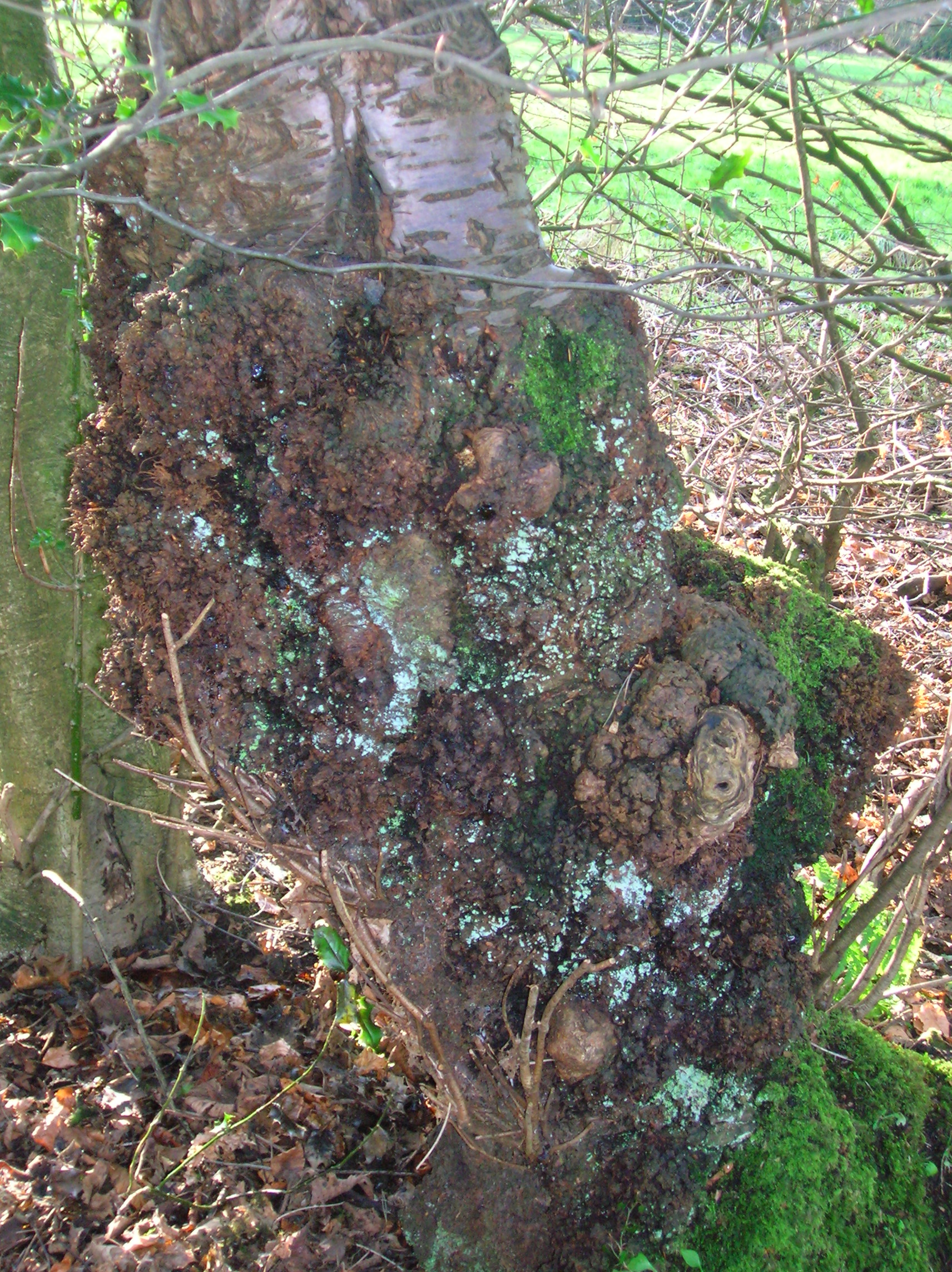
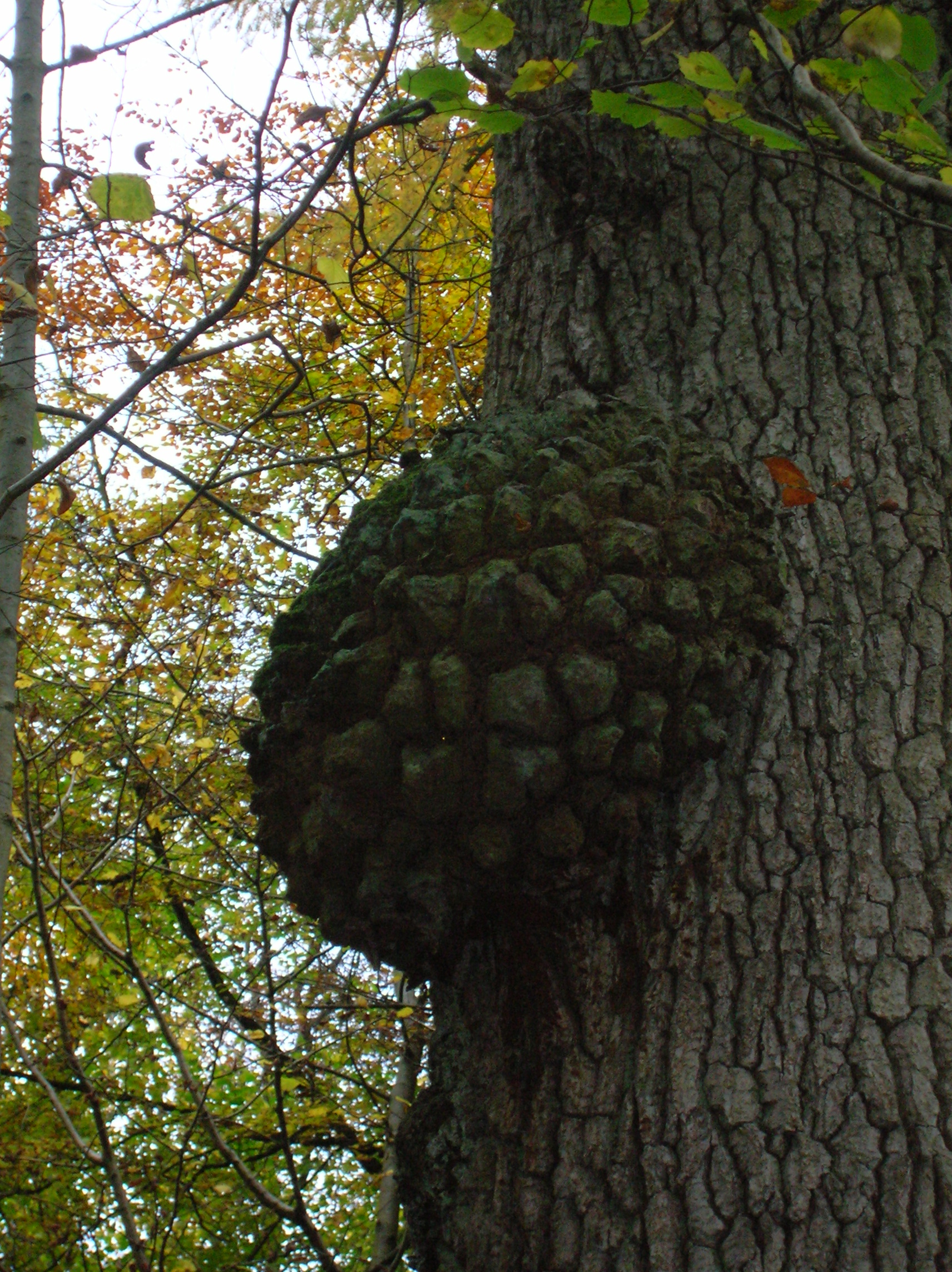
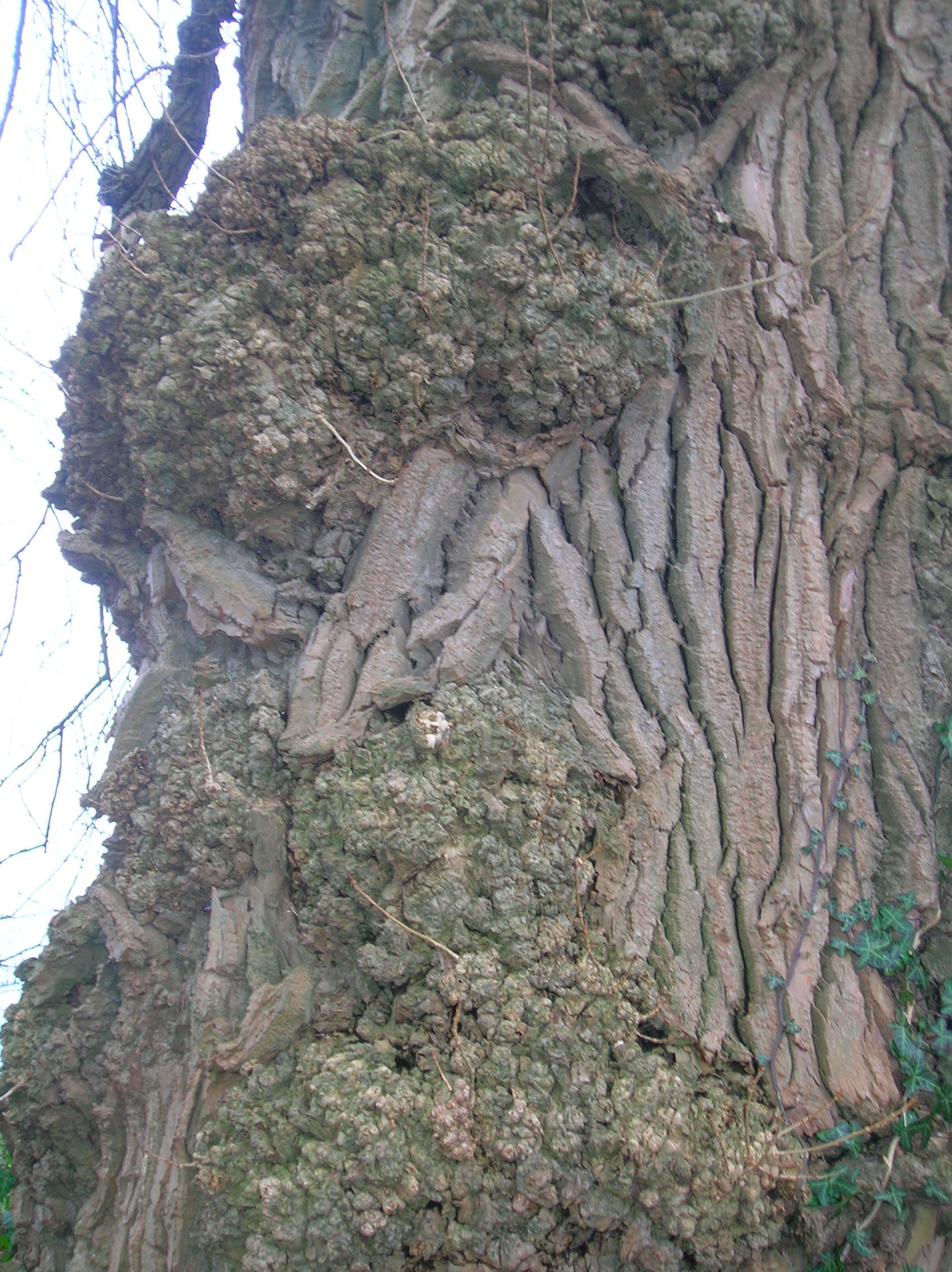
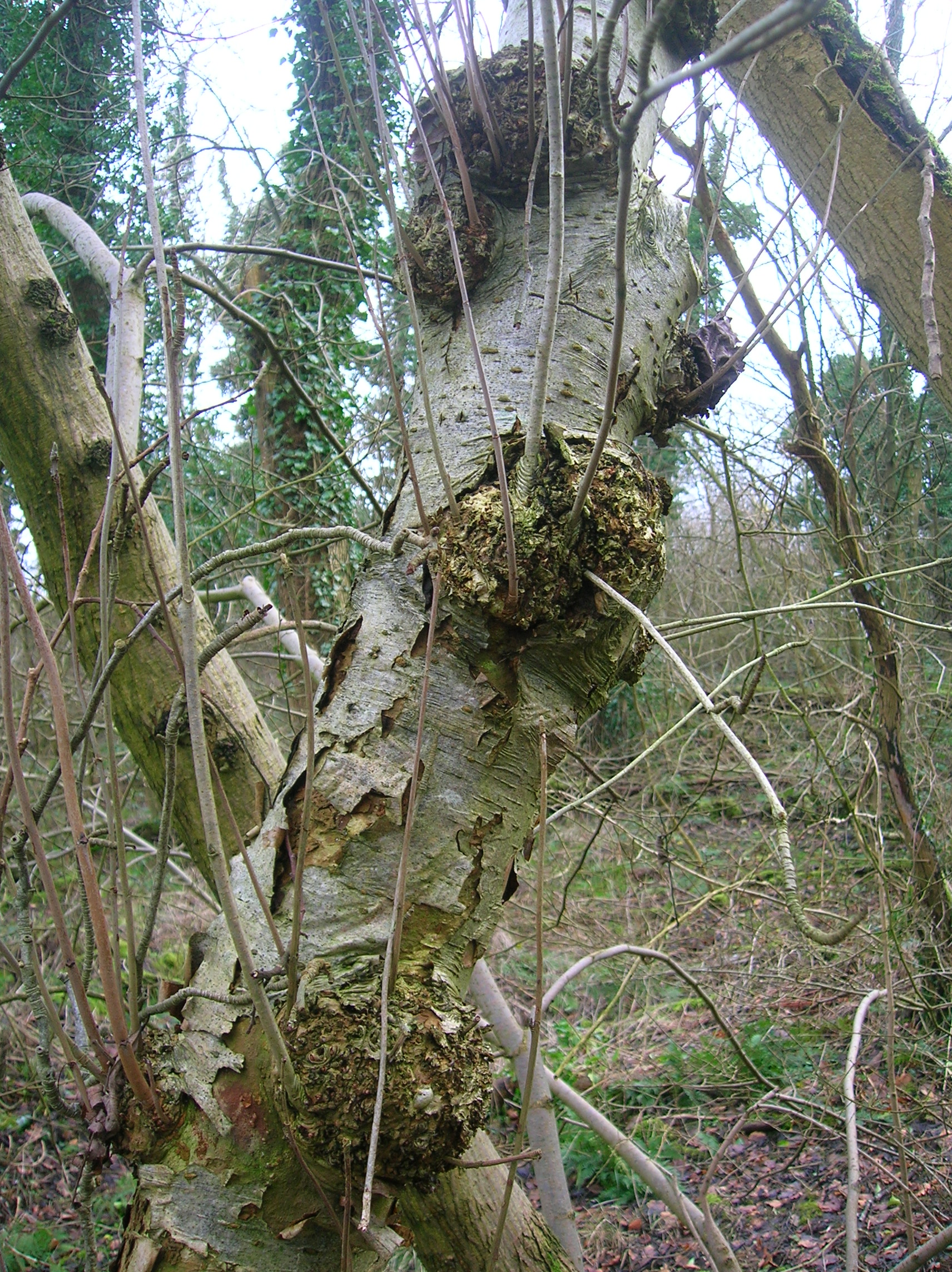
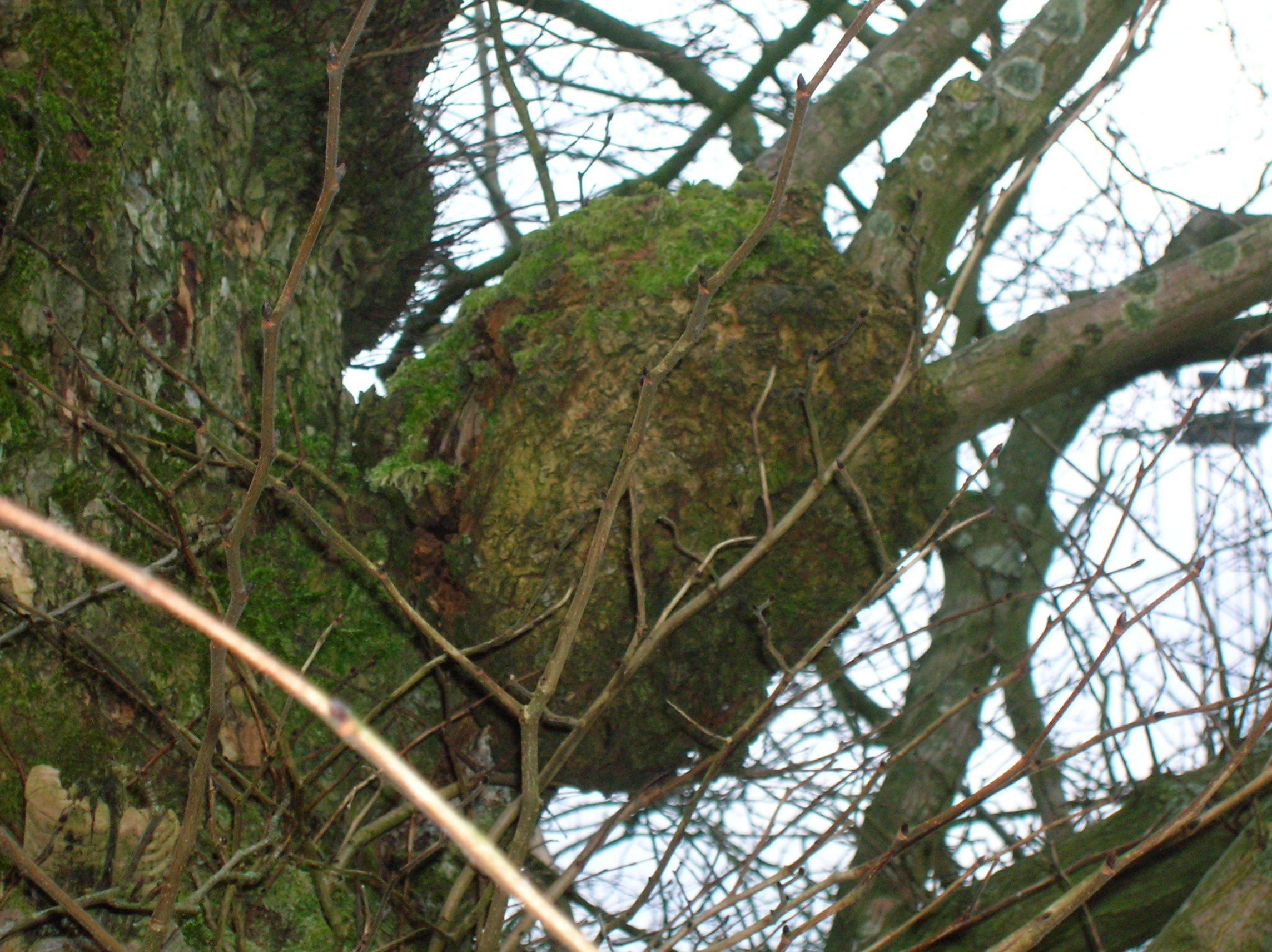
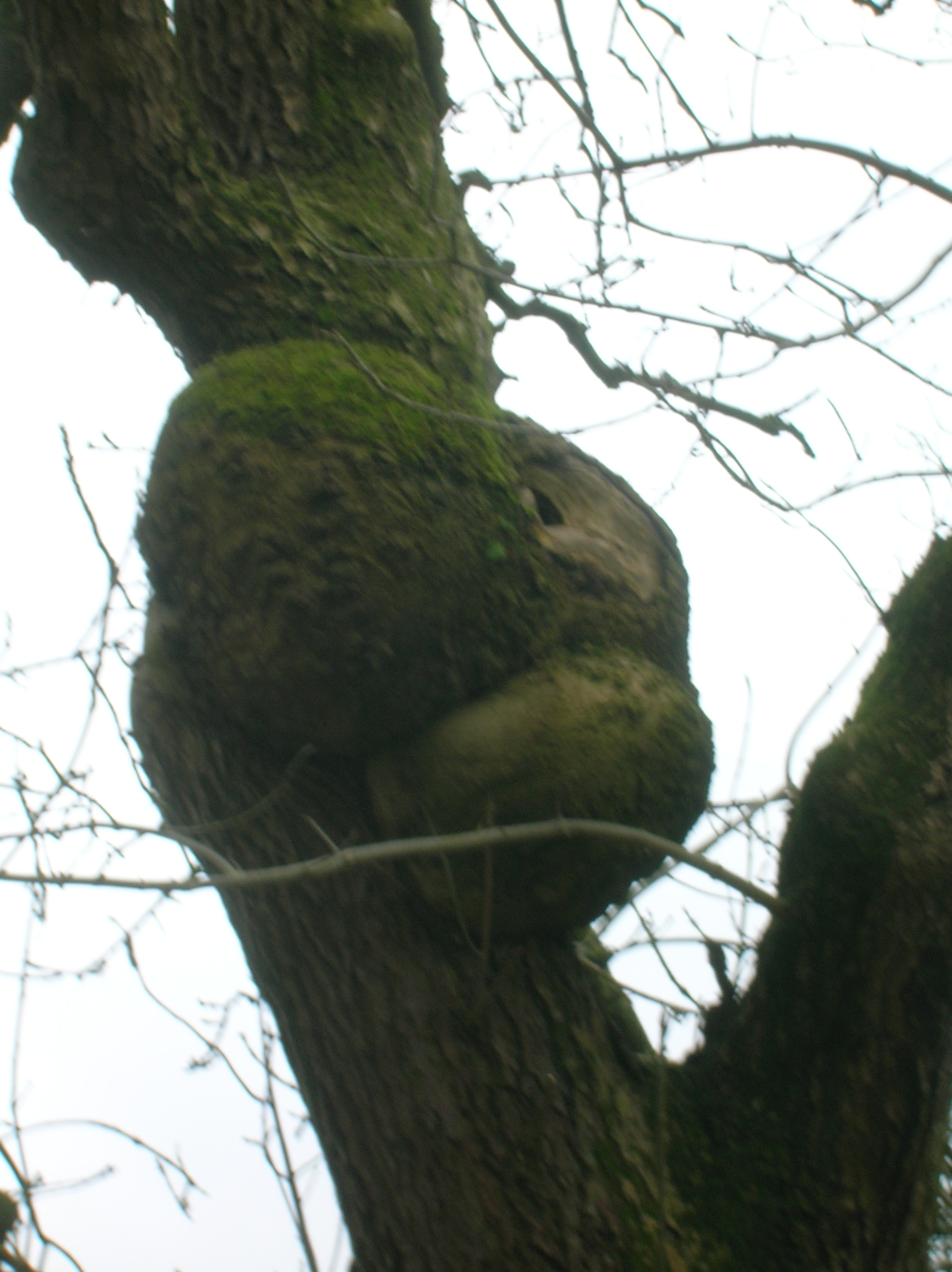
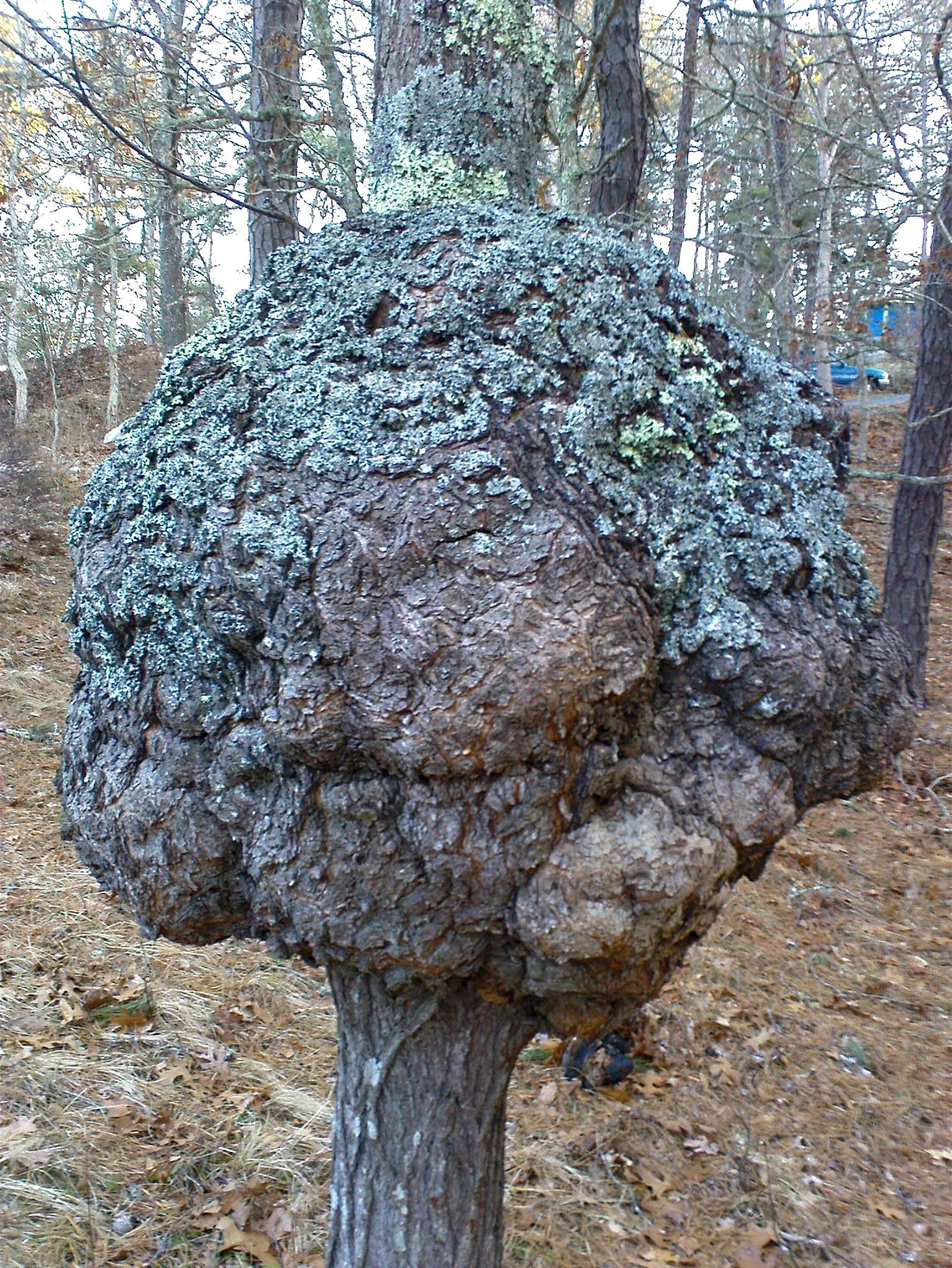
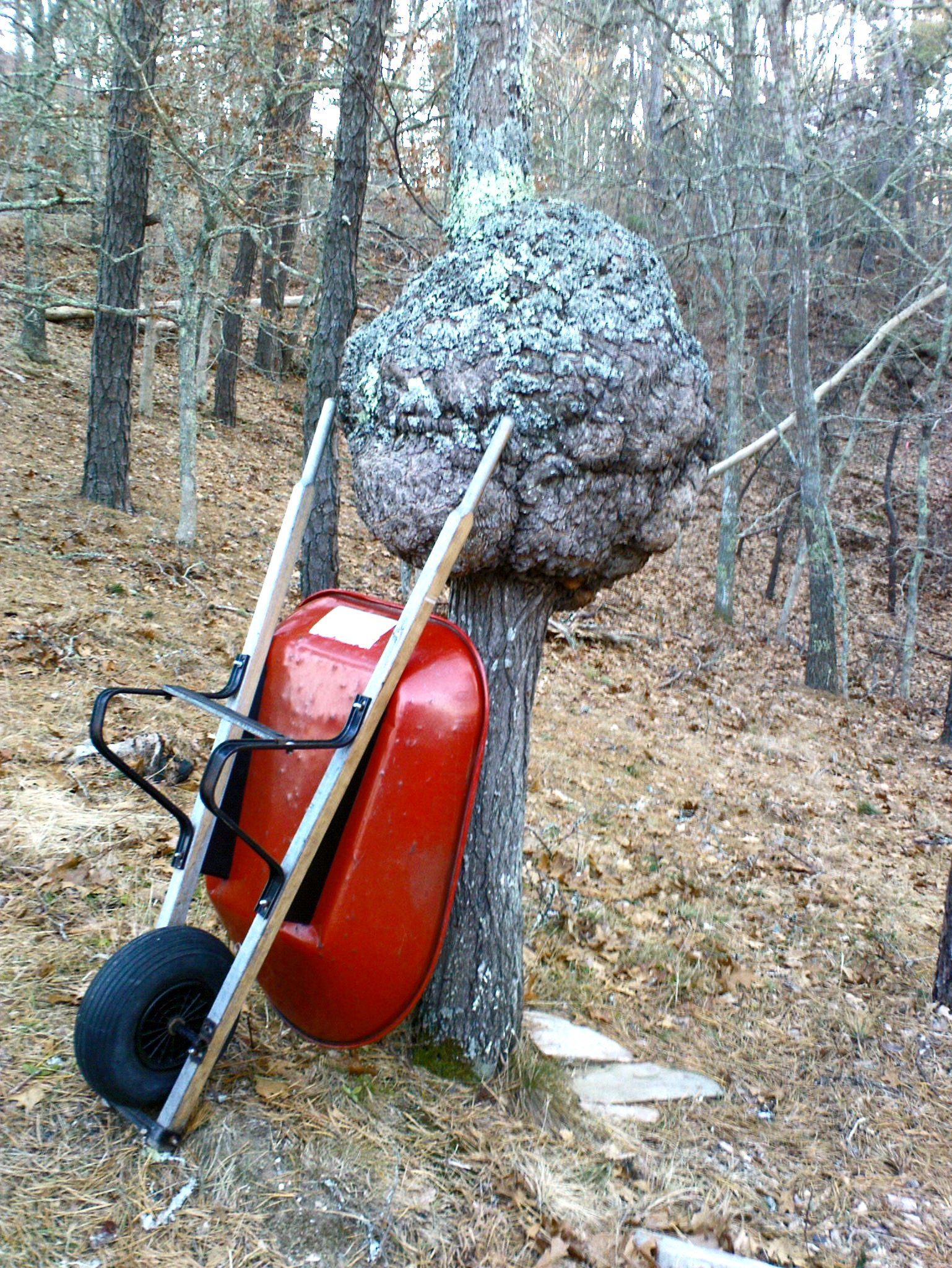
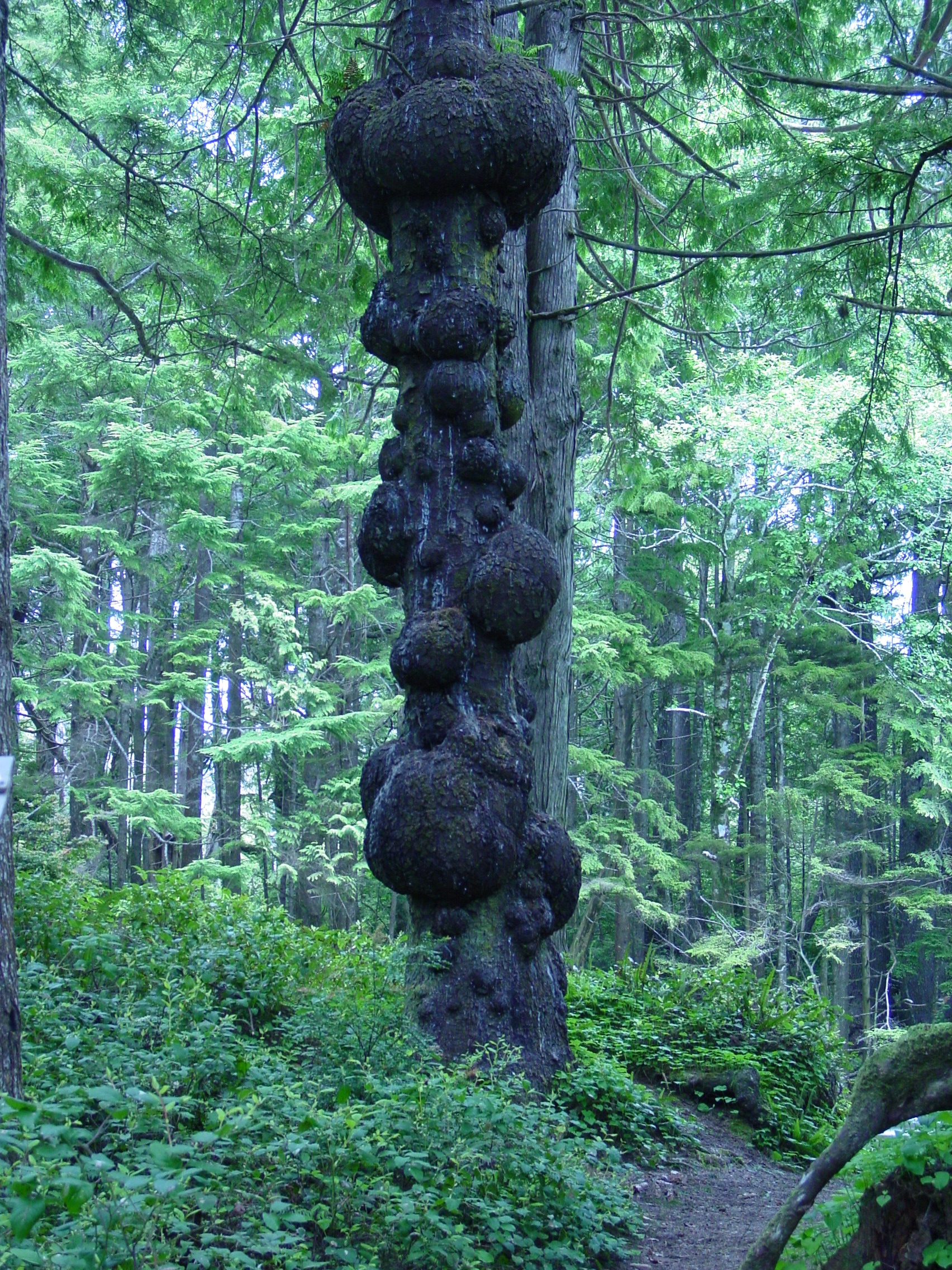
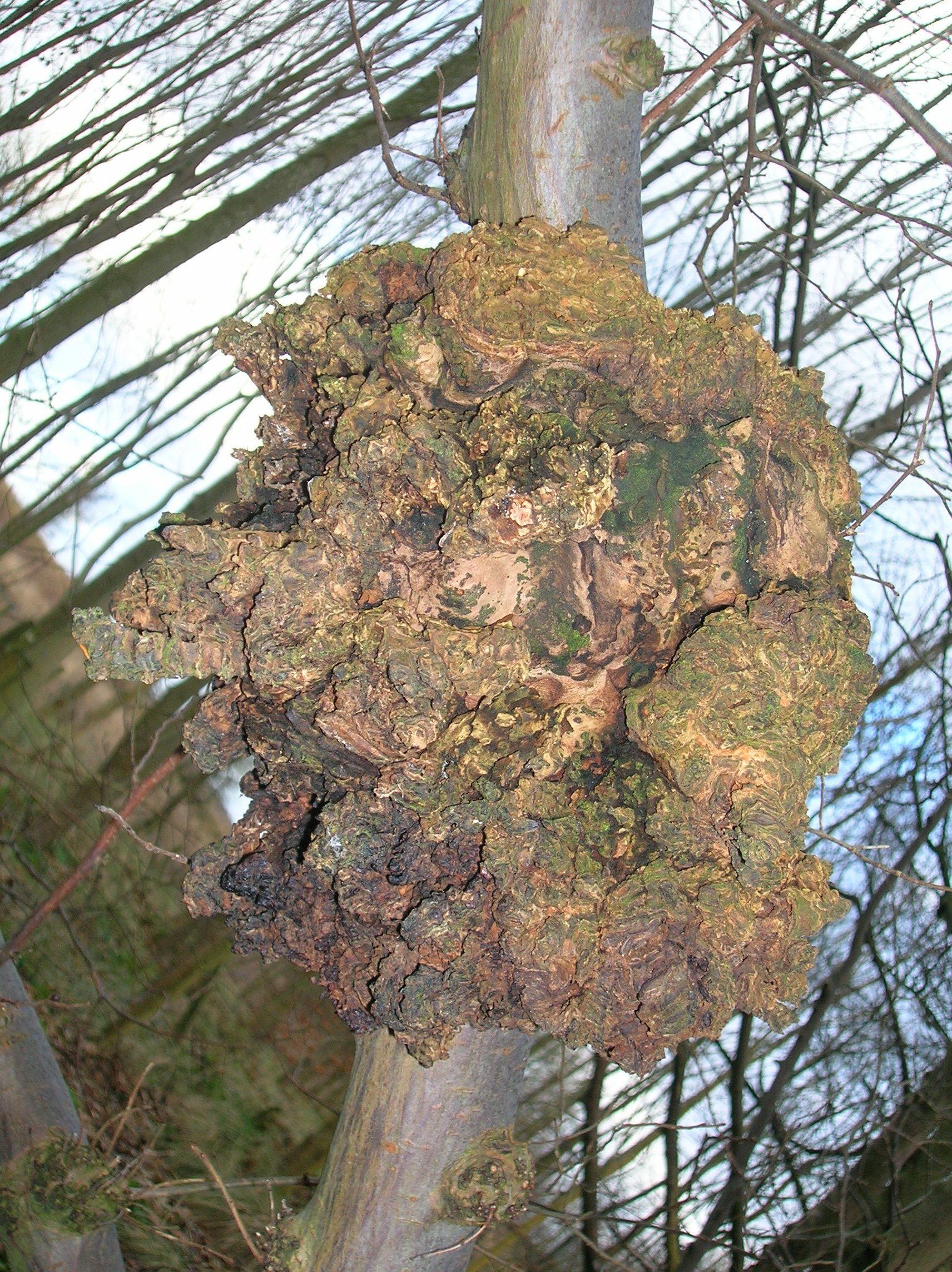
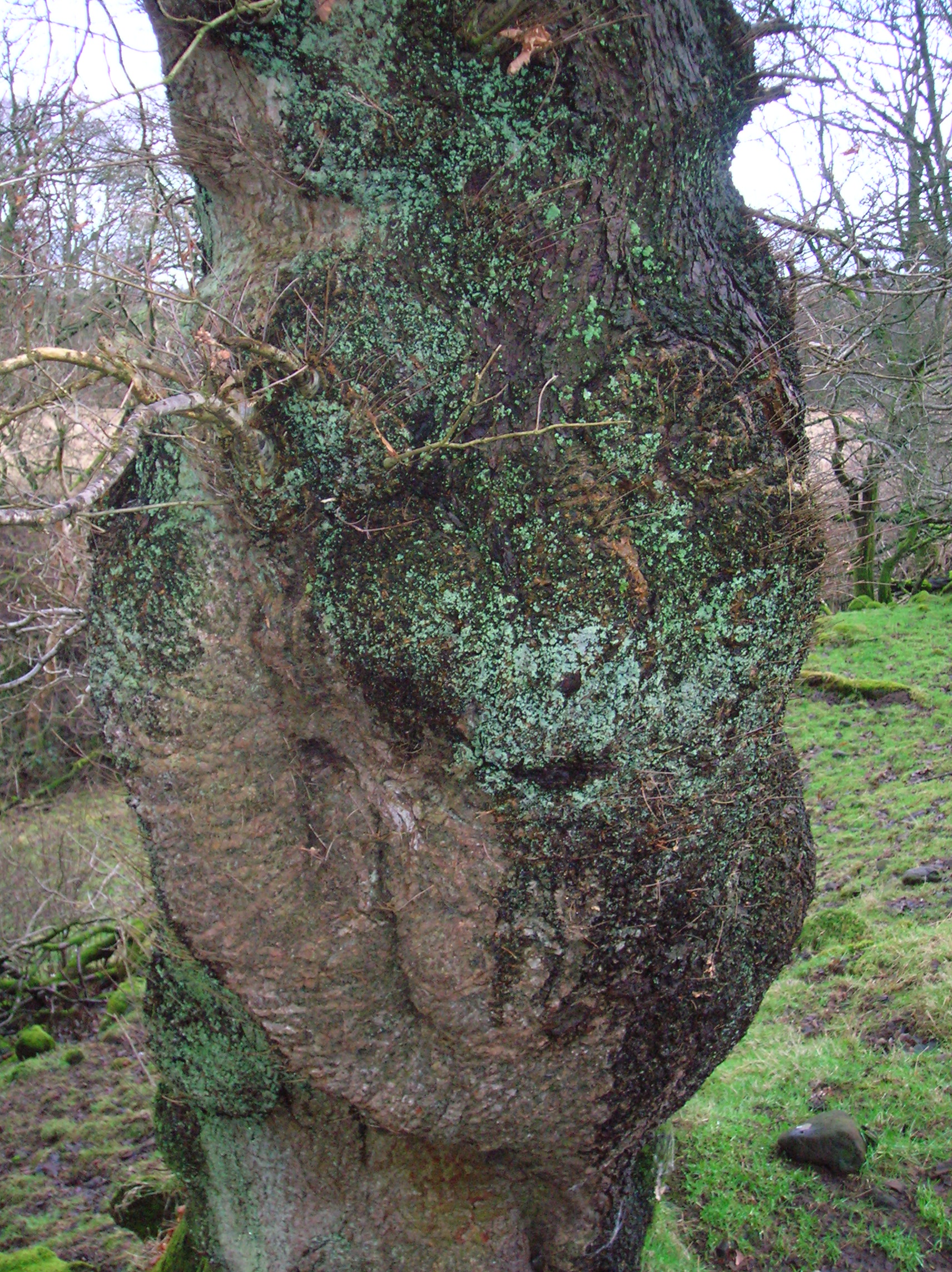